# Baltic Cup 1932
Der Baltic Cup 1932 war die 5. Austragung des Turniers der Baltischen Länder, dem Baltic Cup. Das Turnier für Fußballnationalteams fand zwischen dem 28. und 30. August 1932 in Lettland statt. Ausgetragen wurden die Spiele im Jaunekju Kristīgā Savienība Stadions in Riga. Die Lettische Fußballnationalmannschaft gewann nach der estnischen Nationalmannschaft 1929 und 1931 als zweites der drei Baltischen Länder den Titel zum zweiten Mal. Der schwedische Schiedsrichter Sven Klang leitete die drei Länderspiele. Mit 2 Toren wurde Alberts Šeibelis von den Rigas Vanderer Torschützenkönig.

## Gesamtübersicht

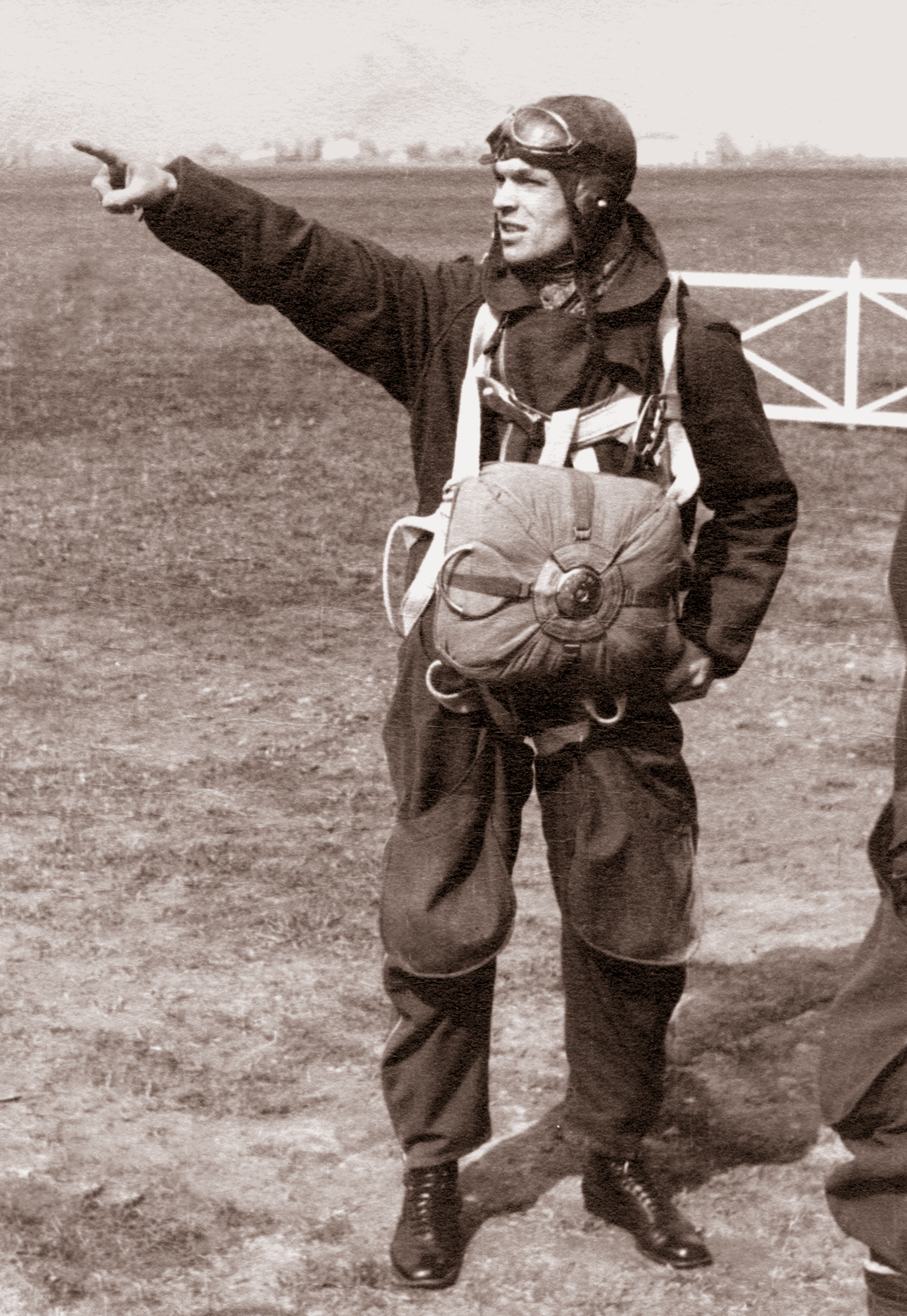
Der spätere Jagdflieger Romualdas Marcinkus spielte für Litauen als Kapitän und war zugleich Nationaltrainer seines Landes.

Tabelle nach Zwei-Punkte-Regel.
| Pl. | Land     | Sp. | S | U | N | Tore    | Diff. | Punkte |
| --- | -------- | --- | - | - | - | ------- | ----- | ------ |
| 1.  | Lettland | 2   | 2 | 0 | 0 | 005:100 | +4    | 04     |
| 2.  | Litauen  | 2   | 1 | 0 | 1 | 003:500 | −2    | 02     |
| 3.  | Estland  | 2   | 0 | 0 | 2 | 001:300 | −2    | 0      |

|                         |   |         |     |
| 28. August 1932 in Riga |   |         |     |
| Lettland                | – | Litauen | 4:1 |
| 29. August 1932 in Riga |   |         |     |
| Estland                 | – | Litauen | 1:2 |
| 30. August 1932 in Riga |   |         |     |
| Lettland                | – | Estland | 1:0 |

## Lettland gegen Litauen
| Lettland                                                       | Lettland | Litauen | Litauen |
| -------------------------------------------------------------- | --- | --- | ------- |
| Lettland                                                       | \| 28. August 1932 in Riga (Jaunekju Kristīgā Savienība Stadions) \| \| Ergebnis: 4:1 (0:1) \| \| Zuschauer: 4.000 \| \| Schiedsrichter: Sven Klang ( Schweden) \| \| Spielbericht \|          | \| 28. August 1932 in Riga (Jaunekju Kristīgā Savienība Stadions) \| \| Ergebnis: 4:1 (0:1) \| \| Zuschauer: 4.000 \| \| Schiedsrichter: Sven Klang ( Schweden) \| \| Spielbericht \| | Litauen |
| Lettland                                                       | Jānis Kļaviņš, Rūdolfs Kundrāts, Rūdolfs Kronlaks, Arnolds Tauriņš, Hermanis Jēnihs, Ēriks Pētersons, Alberts Šeibelis , Arvīds Bradiņš, Rūdolfs Slavišens, Aleksandrs Stankus, Jānis Lidmanis | Vilhelmas Gvildys, Romualdas Žebrauskas, Vytautas Geležiūnas, Fridrichas Tepferis, Romualdas Marcinkus (46. Ričardas Bukšaitis), Antanas Vilimavičius, Jonas Brazauskas, Ričardas Rutkauskas, Antanas Lingis, Jaroslavas Citavičius, Eduardas Čižauskas (46. Vilius Trumpjonas) Cheftrainer: Romualdas Marcinkus | Litauen |
| Lettland                                                       | 1:1 Ēriks Pētersons (52.) 2:1 Alberts Šeibelis (53.) 3:1 Hermanis Jēnihs (65.) 4:1 Arnolds Tauriņš (73.)                                                                                       | 0:1 Jaroslavas Citavičius (15.) | Litauen |
| 28. August 1932 in Riga (Jaunekju Kristīgā Savienība Stadions) | | |         |
| Ergebnis: 4:1 (0:1)                                            | | |         |
| Zuschauer: 4.000                                               | | |         |
| Schiedsrichter: Sven Klang ( Schweden)                         | | |         |
| Spielbericht                                                   | | |         |

## Estland gegen Litauen
| Estland                                                        | Estland | Litauen | Litauen |
| -------------------------------------------------------------- | --- | --- | ------- |
| Estland                                                        | \| 29. August 1932 in Riga (Jaunekju Kristīgā Savienība Stadions) \| \| Ergebnis: 1:2 (1:1) \| \| Zuschauer: 3.000 \| \| Schiedsrichter: Sven Klang ( Schweden) \| \| Spielbericht \|                           | \| 29. August 1932 in Riga (Jaunekju Kristīgā Savienība Stadions) \| \| Ergebnis: 1:2 (1:1) \| \| Zuschauer: 3.000 \| \| Schiedsrichter: Sven Klang ( Schweden) \| \| Spielbericht \|                                                                     | Litauen |
| Estland                                                        | Evald Tipner, Voldemar Peterson, Artur Tarimäe, Otto Reinlo, Julius Kaljo, Karl-Richard Idlane, Roman Mõtlik, Heinrich Uukkivi, Eduard Ellman-Eelma , Arnold Laasner, Leonhard Kass Cheftrainer: Albert Vollrat | Antanas Kuzmickas, Nikodemas Čerekas, Romualdas Žebrauskas, Fridrichas Tepferis, Romualdas Marcinkus , Antanas Vilimavičius, Jonas Brazauskas, Antanas Lingis, Juozas Dirgėla, Jaroslavas Citavičius, Eduardas Čižauskas Cheftrainer: Romualdas Marcinkus | Litauen |
| Estland                                                        | 1:0 Roman Mõtlik (11.) | 1:1 Eduardas Čižauskas (30.) 1:2 Antanas Lingis (70.) | Litauen |
| 29. August 1932 in Riga (Jaunekju Kristīgā Savienība Stadions) | | |         |
| Ergebnis: 1:2 (1:1)                                            | | |         |
| Zuschauer: 3.000                                               | | |         |
| Schiedsrichter: Sven Klang ( Schweden)                         | | |         |
| Spielbericht                                                   | | |         |

## Lettland gegen Estland
| Lettland                                                       | Lettland | Estland | Estland |
| -------------------------------------------------------------- | --- | --- | ------- |
| Lettland                                                       | \| 30. August 1932 in Riga (Jaunekju Kristīgā Savienība Stadions) \| \| Ergebnis: 1:0 (0:0) \| \| Zuschauer: 5.000 \| \| Schiedsrichter: Sven Klang ( Schweden) \| \| Spielbericht \|                                  | \| 30. August 1932 in Riga (Jaunekju Kristīgā Savienība Stadions) \| \| Ergebnis: 1:0 (0:0) \| \| Zuschauer: 5.000 \| \| Schiedsrichter: Sven Klang ( Schweden) \| \| Spielbericht \|                        | Estland |
| Lettland                                                       | Jānis Kļaviņš, Rūdolfs Kundrāts, Voldemārs Bērziņš, Arnolds Tauriņš, Hermanis Jēnihs, Ēriks Pētersons, Alberts Šeibelis , Ludvigs Dudaņecs (46. Arvīds Bradiņš), Rūdolfs Slavišens, Aleksandrs Stankus, Jānis Lidmanis | Evald Tipner, Voldemar Peterson, Artur Tarimäe, Otto Reinlo, Karl-Rudolf Sillak, Elmar Saar, Roman Mõtlik, Heinrich Uukkivi, Eduard Ellman-Eelma , Friedrich Karm, Leonhard Kass Cheftrainer: Albert Vollrat | Estland |
| Lettland                                                       | 1:0 Alberts Šeibelis (58.) | | Estland |
| 30. August 1932 in Riga (Jaunekju Kristīgā Savienība Stadions) | | |         |
| Ergebnis: 1:0 (0:0)                                            | | |         |
| Zuschauer: 5.000                                               | | |         |
| Schiedsrichter: Sven Klang ( Schweden)                         | | |         |
| Spielbericht                                                   | | |         |